# Slivnica pri Celju
Slivnica pri Celju je vas v Občini Šentjur. Gre za hribovsko razložena vas, z gručastim središčem na severnem obrobju vzhodnega Posavskega hribovja. 
Stoji na položnem vzhodnem pobočju nad potokoma Ločica in Jezerščica, ki se pod naseljem izlivata v Voglajno. Po dolinah obeh potokov sta speljani cesti proti jugu na Kozjansko. Nemško ime kraja je bilo Schleinitz bei Cilli. Kraj je včasih nekdaj veljal za središče t. i. slivniškega področja; v njem je bila šola, sedež župnije, trgovina ipd. V času Jugoslavije se je center, z njim pa tudi institucije, začel odmikati v dolino v Gorico pri Slivnici, ki danes velja za administrativno središče Krajevne skupnosti Gorica pri Slivnici. Na Slivnici je ostal le sedež Župnije Slivnica pri Celju z župnijsko cerkvijo Svete Marije Magdalene, prav tako je v vasi še ena od podružničnih cerkva - cerkev Svetega Janeza Krstnika.
Slivnice (pri Celju) ne smemo zamenjevati za sosednji kraj Gorico pri Slivnici. 

## Znani krajani
- Davorin Lesjak, učitelj, planinec in narodni delavec, rojen na Slivnici